# Cratere Jansen

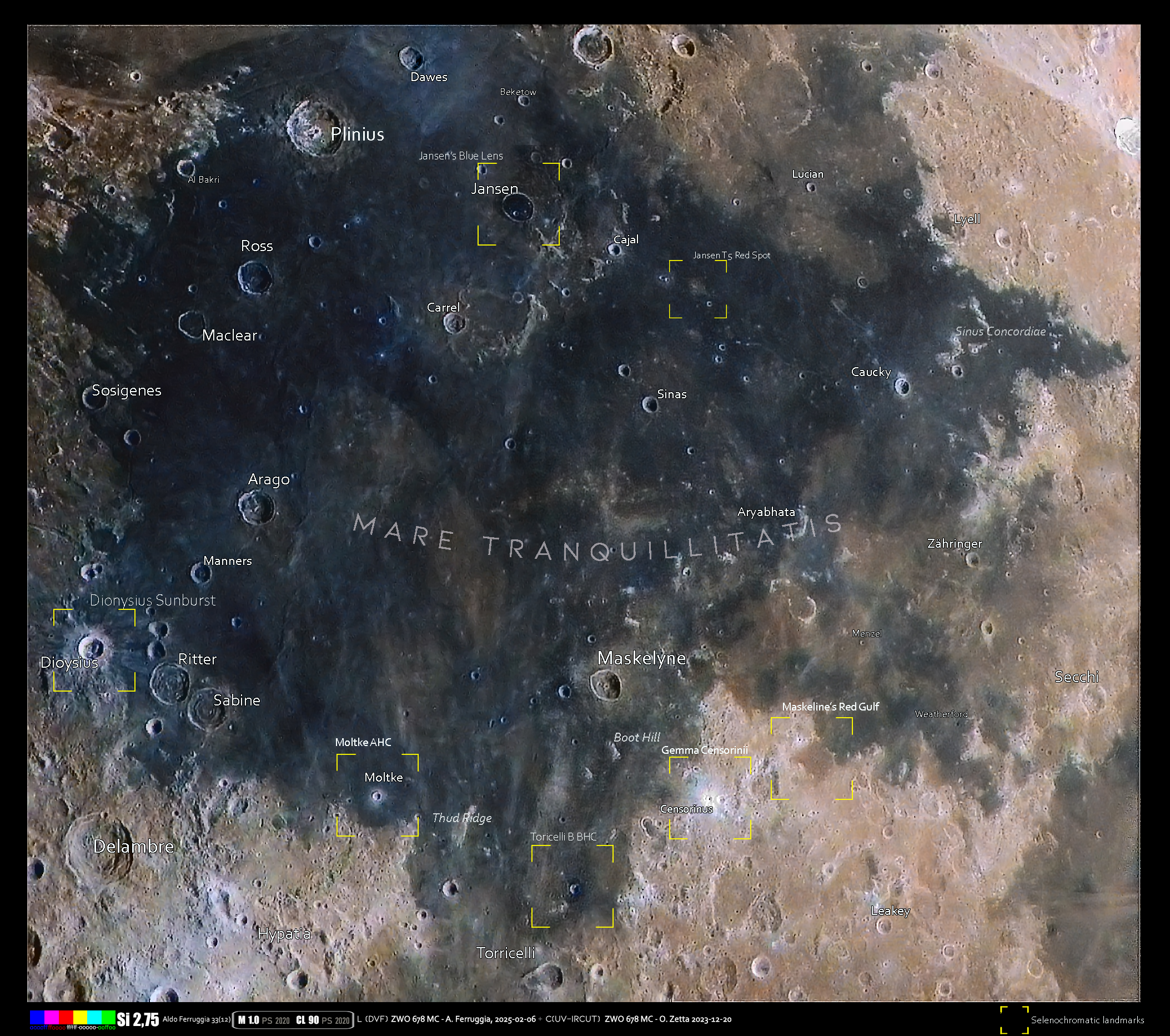
Area del cratere (in alto) in formato selenocromatico

Jansen è un cratere lunare di 24,21 km situato nella parte nord-orientale della faccia visibile della Luna, nella zona nord del Mare Tranquillitatis, ad est-sudest del cratere Plinius.
Il bordo di Jansen è basso e stretto, con un incavo lungo l'orlo occidentale. L'interno è relativamente livellato, il che può indicare di essere stato coperto da lava. Verso sud-sudovest un piccolo cratere giace internamente a quello maggiore, a mezzastrada tra il centro e il bordo.
A nordovest vi è la Rima Jansen, mentre ad est vi sono delle creste montuose sulla superficie del mare. Una bassa catena di colline si allontana verso sudest, partendo dal bordo sud orientale del cratere.
Il cratere è dedicato all'ottico olandese Zacharias Janszoon.

## Crateri correlati
Alcuni crateri minori situati in prossimità di Jansen sono convenzionalmente identificati, sulle mappe lunari, attraverso una lettera associata al nome.
| Jansen | Coordinate            | Diametro (in km) |
| ------ | --------------------- | ---------------- |
| D      | 15°43′12″N 28°27′36″E | 6,72             |
| E      | 14°28′12″N 27°49′48″E | 6,57             |
| G      | 9°18′00″N 26°01′12″E  | 5,57             |
| H      | 11°20′24″N 28°23′24″E | 7,38             |
| K      | 11°30′00″N 29°40′12″E | 5,63             |
| L      | 14°41′24″N 30°05′24″E | 6,91             |
| R      | 15°10′12″N 28°47′24″E | 26,3             |
| T      | 11°21′00″N 33°28′48″E | 3,09             |
| U      | 11°57′00″N 32°17′24″E | 3,72             |
| W      | 10°13′12″N 29°28′12″E | 3,22             |
| Y      | 13°24′00″N 28°33′36″E | 3,04             |

I seguenti crateri sono stati rinominati dalla Unione Astronomica Internazionale:
- Jansen B - vedi cratere Carrel
- Jansen C - vedi cratere Beketov
- Jansen F - vedi cratere Cajal